# Manfred Voß (Schauspieler)
Hermann Manfred Voß, auch Manfred Voss (* 1. September 1900 in Oldenburg; † 20. August 1942 im KZ Buchenwald) war ein deutscher Schauspieler.

## Leben
Hermann Manfred Voß hatte nach Ende des Ersten Weltkriegs ein Hochschulstudium begonnen, das er mit der Promotion abschloss.
25-jährig trat er sein erstes Engagement am Lübecker Stadttheater an. Nach Stationen in Hannover (Deutsches Theater) und München (Volkstheater) kam Voß 1929 nach Berlin, wo er am Theater in der Behrenstraße verpflichtet wurde. Zu dieser Zeit war Voß auch in kleineren Rollen als Filmschauspieler zu sehen. 1932 ging Voß nach Nürnberg, in den darauffolgenden Sommern führten ihn Auftritte an Bühnen in Kolberg und Bad Oeynhausen.
Zur Zeit des Nationalsozialismus von Spielzeit zu Spielzeit isolierter, geriet Voß nach zwei Jahren am Cottbuser Stadttheater (1934–36) und seiner letzten Verpflichtung für die Spielzeit 1937/38 an einer Wanderbühne (I. Kurmärkisches Landestheater in Luckenwalde) völlig ins Abseits.
Schließlich wurde der homosexuelle Künstler wegen Verstoßes gegen § 175 verhaftet und am 23. Juli 1942 in das KZ Buchenwald deportiert. Dort erhielt er die Häftlingsnummer 7407 und wurde der Strafkompanie zugewiesen. Vier Wochen nach der Einlieferung in das Konzentrationslager verstarb Voß. Die offizielle Todesursache lautete Herzklappenfehler, jedoch ist ein gewaltsamer Tod wahrscheinlich.

## Filmografie
- 1928: Wenn die Schwalben heimwärts ziehn
- 1928: Das Geständnis der Drei
- 1928: Die Siebzehnjährigen
- 1930: Dolly macht Karriere
- 1931: Danton